# Make Me a Supermodel (Estados Unidos)
Make Me a Supermodel (Convierteme en un supermodelo) fue un reality show estadounidense de modelos basado en la versión original de este Make Me a Supermodel (Reino Unido). Después de una audición iniciada el 2 de enero de 2008, el show fue estrenado de 10 de enero en la cadena Bravo.
En la temporada 1, los "últimos tres" concursantes eran elegidos a final de cada episodio eran sometidos a votación en donde la audiencia elegía a quien debía dejar la competencia, por su lado, los jueces elegían al ganador de cada episodio. Para la final, fue la audiencia quien escogió al ganador de la temporada.
Sin  embargo, para la temporada 2 la participación del público fue retirada, pasando a ser juzgados solo por los jueces. El show también ha mostrado a reconocidos fotógrafos tales como Suza Scalora.

## Ciclos
| Temporada | Ganador         | Finalista                | Concursantes en orden de eliminación | Número de concursantes |
| --------- | --------------- | ------------------------ | --- | ---------------------- |
| 1         | Holly Kiser     | Ronnie Kroell            | Sarah Swartz, Dominic Prietto, Aryn Livingston, Jay McGee, Katy Caswell, Stephanie Bulger, Jacki Hydock, Frankie Godoy, Casey Skinner, Shannon Pallay, Perry Ullmann, Ben DiChiara                                 | 14                     |
| 2         | Branden Rickman | Sandhurst Tacama Miggins | Ken Thompson, Chris Cohen, Karen Kelly, Shawn Nishikawa, CJ Kirkham, Gabriel Zadok Everett, Kerryn Johns, Laury Prudent, Colin Steers, Amanda Crop, Jordan Condra, Salome Steinmann, Mountaha Ayoub, Jonathan Waud | 16                     |